# Saint-Paul-en-Cornillon
Pour les articles homonymes, voir Saint-Paul.
Saint-Paul-en-Cornillon est une commune française située dans le département de la Loire, en région Auvergne-Rhône-Alpes. Elle est célèbre grâce à son château médiéval.

## Géographie

### Situation
La commune est construite sur les contreforts est du Massif central, sur les rives de la Loire. La commune est située à environ 20 km de Saint-Étienne et est la plus à l'ouest de son arrondissement.
La superficie de la commune est de 3,72 km2 ; son altitude varie de 422  à   713 mètres.
|                             | Çaloire                             | Unieux   |
| Saint-Maurice-en-Gourgois   | Saint-Paul-en-Cornillon             |          |
| Aurec-sur-Loire Haute-Loire | Saint-Ferréol-d'Auroure Haute-Loire | Fraisses |

### Climat
Pour des articles plus généraux, voir Climat d'Auvergne-Rhône-Alpes et Climat de la Loire.
En 2010, le climat de la commune est de type climat des marges montargnardes, selon une étude du Centre national de la recherche scientifique s'appuyant sur une série de données couvrant la période 1971-2000. En 2020, Météo-France publie une typologie des climats de la France métropolitaine dans laquelle la commune est exposée à un climat de montagne ou de marges de montagne et est dans la région climatique Nord-est du Massif Central, caractérisée par une pluviométrie annuelle de 800 à 1 200 mm, bien répartie dans l’année.
Pour la période 1971-2000, la température annuelle moyenne est de 10,3 °C, avec une amplitude thermique annuelle de 16,7 °C. Le cumul annuel moyen de précipitations est de 744 mm, avec 8,7 jours de précipitations en janvier et 6,9 jours en juillet. Pour la période 1991-2020, la température moyenne annuelle observée sur la station météorologique de Météo-France la plus proche, « Saint-Étienne », sur la commune de Saint-Étienne à 12 km à vol d'oiseau, est de 11,4 °C et le cumul annuel moyen de précipitations est de 793,9 mm,. Pour l'avenir, les paramètres climatiques de la commune estimés pour 2050 selon différents scénarios d'émission de gaz à effet de serre sont consultables sur un site dédié publié par Météo-France en novembre 2022.

## Urbanisme

### Typologie
Au 1er janvier 2024, Saint-Paul-en-Cornillon est catégorisée ceinture urbaine, selon la nouvelle grille communale de densité à sept niveaux définie par l'Insee en 2022.
Elle appartient à l'unité urbaine de Saint-Étienne, une agglomération inter-départementale regroupant 32  communes, dont elle est une commune de la banlieue,,. Par ailleurs la commune fait partie de l'aire d'attraction de Saint-Étienne, dont elle est une commune de la couronne,. Cette aire, qui regroupe 105 communes, est catégorisée dans les aires de 200 000 à moins de 700 000 habitants,.

### Occupation des sols
L'occupation des sols de la commune, telle qu'elle ressort de la base de données européenne d’occupation biophysique des sols Corine Land Cover (CLC), est marquée par l'importance des forêts et milieux semi-naturels (35,1 % en 2018), en diminution par rapport à 1990 (37,3 %). La répartition détaillée en 2018 est la suivante : 
prairies (25,8 %), zones urbanisées (25,5 %), forêts (24,9 %), eaux continentales (12,4 %), milieux à végétation arbustive et/ou herbacée (10,2 %), zones agricoles hétérogènes (1,2 %). L'évolution de l’occupation des sols de la commune et de ses infrastructures peut être observée sur les différentes représentations cartographiques du territoire : la carte de Cassini (XVIIIe siècle), la carte d'état-major (1820-1866) et les cartes ou photos aériennes de l'IGN pour la période actuelle (1950 à aujourd'hui).

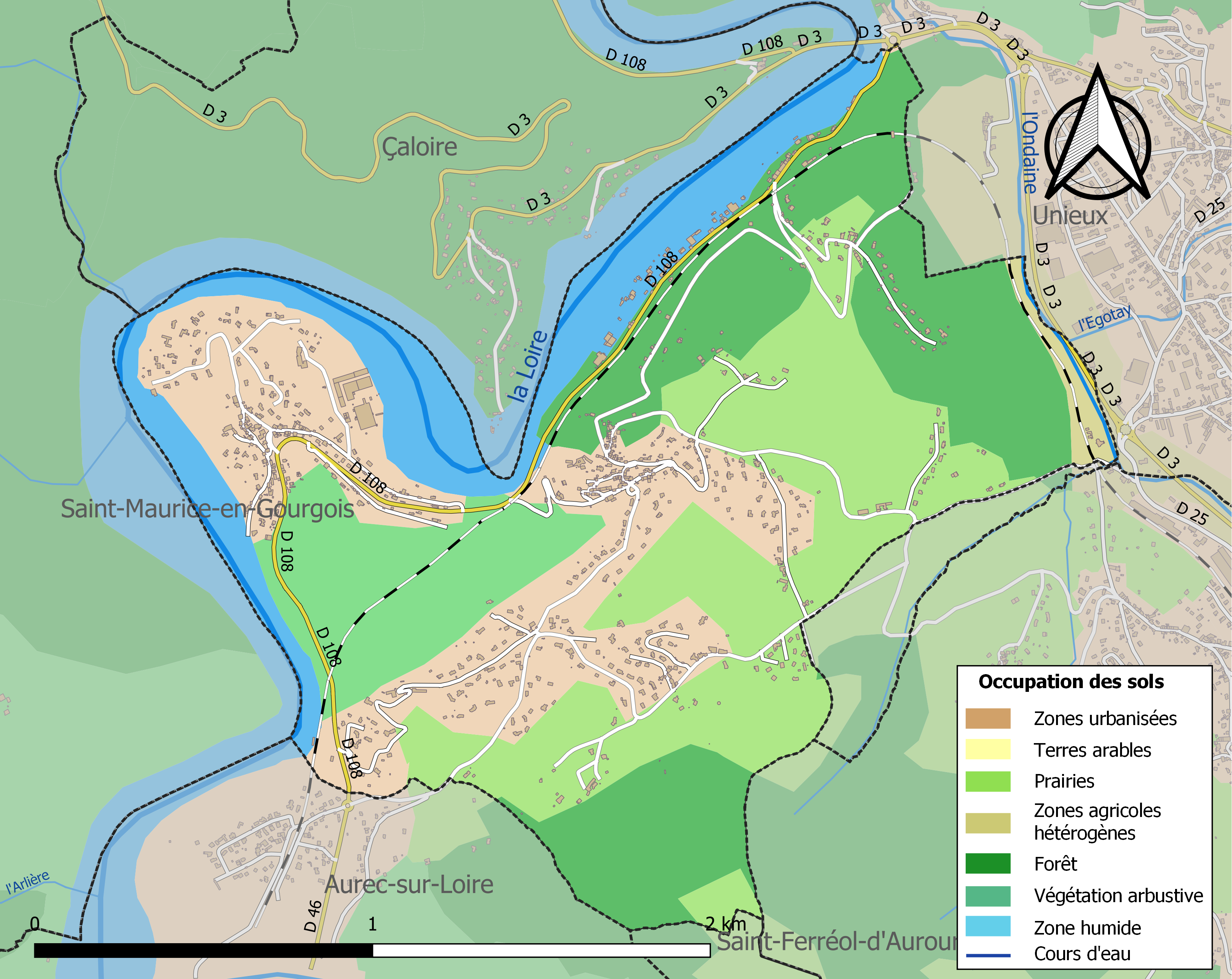
Carte des infrastructures et de l'occupation des sols de la commune en 2018 (CLC).

## Histoire
Les origines de Saint-Paul-en-Cornillon remontent au Moyen Âge. Aujourd'hui, témoignage du passé, le château de Cornillon, dont les premières murailles furent érigées au XIe siècle, se dresse au sommet du rocher. Vers la fin du XIVe siècle, il fut reconstruit en partie par la famille forézienne seigneuriale de Laire (cf. le seigneur Guillaume et)
- Les de Laire (le sire Bernard) avait acheté la terre de Cornillon aux Bastet de Crussol entre 1359 et 1367, et ils furent suivis en 1538 par les Lévis-Ventadour, l'héritière Suzanne de Laire, dame de Grigny, épousant cette même année (ou dès 1528 ?) Gilbert II de Lévis, d'où leur fils Gilbert III de Lévis, premier duc de Ventadour[17]. 
  - Les Lévis-Ventadour cédèrent Cornillon vers 1630 à Jean de Fay de Pollin (Paulin à Monistrol ?), qui vendit en 1677 au marquis de Nérestang (Charles-Achille, † en 1705), baron de Saint-Didier, sire d'Aurec et d'Oriol et de Roche, dont le fils Louis-Achille (1673-1733 ; sans alliance) se parait quelque peu abusivement du titre de duc de Gadagne depuis 1719 (cf. Louis-Achille de Nérestang).
  - Puis Cornillon fut adjugé aux Jacquier de Saint-Étienne (Jacques Jacquier, secrétaire du roi en 1689, † en 1693 ; fils d'Étienne Jacquier, notaire à Saint-Étienne), et la fille de Jacques, Françoise Jacquier, transmit à son mari Jean-Claude Grimod Bénéon de Riverie, secrétaire du roi.
  - Enfin, les Bénéon de Riverie vendirent en 1788 à Clément Palle (copropriétaire de la fenderie (métallurgique) de la Bargette au Chambon ; dernier seigneur de Cornillon), qui céda à son tour le domaine en 1791 au sieur Jean-Amand Bayon, fabricant-négociant en rubans, dont le fils Amand Bayon (1788-1859 ; vice-président du Tribunal civil de Saint-Étienne), le posséda à son tour, et sa famille après lui jusqu'en 1885 (cf. Puits Bayon).
- Quant aux Bastet de Crussol, antérieurement donc, ils avaient hérité Cornillon des Poitiers, qui eux-mêmes le tenaient des Beaudiner depuis le milieu du XIIIe siècle au moins : Luce de Beaudiner († v. 1337), dame de Cornillon, baronne de Beaudiner en Vivarais et du Fayn en Velay (le Mont Fayn à Cornillon ?), aussi dame de Saint-Germain-Laval en partie, fille héritière de Guillaume II de Beaudiner († 1302 ; fils d'Aymard, lui-même fils de Guillaume/Guilhem Ier), épousa vers 1294 Guillaume (Ier) de Poitiers, sire de Saint-Vallier, dernier fils d'Aymar III de Poitiers[18] ; l'arrière-grand-père de Luce, Guillaume/Guilhem Ier de Beaudiner, avait accordé des franchises à Saint-Paul et Cornillon en 1240, sous le comte Guy IV. 
  - Puis le fils de Luce et Guillaume, Guillaume (II) de Poitiers, sire de Beaudiner et Cornillon, sénéchal de Toulouse en 1325, hérita, mais il mourut sans postérité après 1338/1340, moine à Cluny ; sa sœur cadette Béatrix de Poitiers († 1343) apporta alors Cornillon à son mari Jean de Bastet de Crussol, épousé en 1310. Les deux fils de Béatrice et Jean de Crussol, Géraud puis Guillaume de Crussol, leur succédèrent, et ce fut Guillaume qui céda à Bernard de Laire, sire de Grigny et de Doizieux, bailli du Velay, dans la 2e moitié du XIVe siècle ; voir la suite ci-dessus.

Blotti autour de son château, se trouve le bourg de Cornillon, séparé par la route départementale du bourg de Saint-Paul qui s'étend au creux d'un méandre de la Loire.
Ces deux bourgs et plusieurs hameaux constituent la commune de Saint-Paul-en-Cornillon.
- korn désigne des lieux élevés, on le trouve comme origine notamment de Saint-Paul-en-Cornillon (Curnillon, 1284).

## Politique et administration
| Période                                  | Période   | Identité         | Étiquette  | Qualité        |
| ---------------------------------------- | --------- | ---------------- | ---------- | -------------- |
| Les données manquantes sont à compléter. |           |                  |            |                |
|                                          |           | Jean Boudoint    | Rép. prog. | Avocat, député |
| mars 1977                                | mars 2014 | Michel Vincendon |            |                |
| mars 2014                                | En cours  | Sylvie Fayolle   |            |                |

## Démographie
L'évolution du nombre d'habitants est connue à travers les recensements de la population effectués dans la commune depuis 1793. Pour les communes de moins de 10 000 habitants, une enquête de recensement portant sur toute la population est réalisée tous les cinq ans, les populations de référence des années intermédiaires étant quant à elles estimées par interpolation ou extrapolation. Pour la commune, le premier recensement exhaustif entrant dans le cadre du nouveau dispositif a été réalisé en 2005.

En 2022, la commune comptait 1 348 habitants, en évolution de −0,74 % par rapport à 2016 (Loire : +1,32 %, France hors Mayotte : +2,11 %).
| 1793 | 1800 | 1806 | 1821 | 1831 | 1836 | 1841 | 1846 | 1851 |
| ---- | ---- | ---- | ---- | ---- | ---- | ---- | ---- | ---- |
| 462  | 582  | 626  | 487  | 592  | 576  | 536  | 543  | 548  |

| 1856 | 1861 | 1866 | 1872 | 1876 | 1881 | 1886 | 1891 | 1896 |
| ---- | ---- | ---- | ---- | ---- | ---- | ---- | ---- | ---- |
| 514  | 656  | 686  | 514  | 537  | 526  | 659  | 582  | 607  |

| 1901 | 1906 | 1911 | 1921 | 1926 | 1931 | 1936 | 1946 | 1954 |
| ---- | ---- | ---- | ---- | ---- | ---- | ---- | ---- | ---- |
| 585  | 594  | 581  | 550  | 505  | 512  | 515  | 509  | 607  |

| 1962 | 1968 | 1975 | 1982  | 1990  | 1999  | 2005  | 2006  | 2010  |
| ---- | ---- | ---- | ----- | ----- | ----- | ----- | ----- | ----- |
| 633  | 598  | 672  | 1 045 | 1 122 | 1 304 | 1 319 | 1 301 | 1 321 |

| 2015  | 2020  | 2022  | - | - | - | - | - | - |
| ----- | ----- | ----- | - | - | - | - | - | - |
| 1 358 | 1 354 | 1 348 | - | - | - | - | - | - |

## Culture locale et patrimoine

### Lieux et monuments
- Le château de la Rive surplombe la Loire. Les premières pierres de ce château ont été posées au XIe siècle, et il s'est progressivement agrandi depuis.
- L'église Saint-Antoine de Cornillon. Le clocher a été inscrit au titre des monuments historiques en 1927[24].
- Église Sainte-Madeleine de Saint-Paul-en-Cornillon.
- Le mont Fayn est doté d’une table d’orientation depuis 2001. Il présente un belvédère magnifique sur les gorges de la Loire et le Pilat[25].

### Héraldique
|  | Les armoiries de Saint-Paul-en-Cornillon se blasonnent ainsi : D’argent à la fasce de gueules chargée de trois corneilles cousues de sable, accompagnée des inscriptions du même, « Saint-Paul » en chef et « en Cornillon » en pointe. |

## Personnalités liées à la commune
- Jean Boudoint (° 16 janvier 1860 au Chambon-Feugerolles – † 12 mars 1943 à Saint-Étienne), homme politique et avocat, maire de Saint-Paul-en-Cornillon.
- André Chapelon (° 26 octobre 1892 à Saint-Paul-en-Cornillon – † 29 juin 1978 à Paris). Ingénieur des chemins de fer, il améliora les locomotives à vapeur.

## Jumelages
- Sunset (États-Unis) depuis 1984.

## Galerie

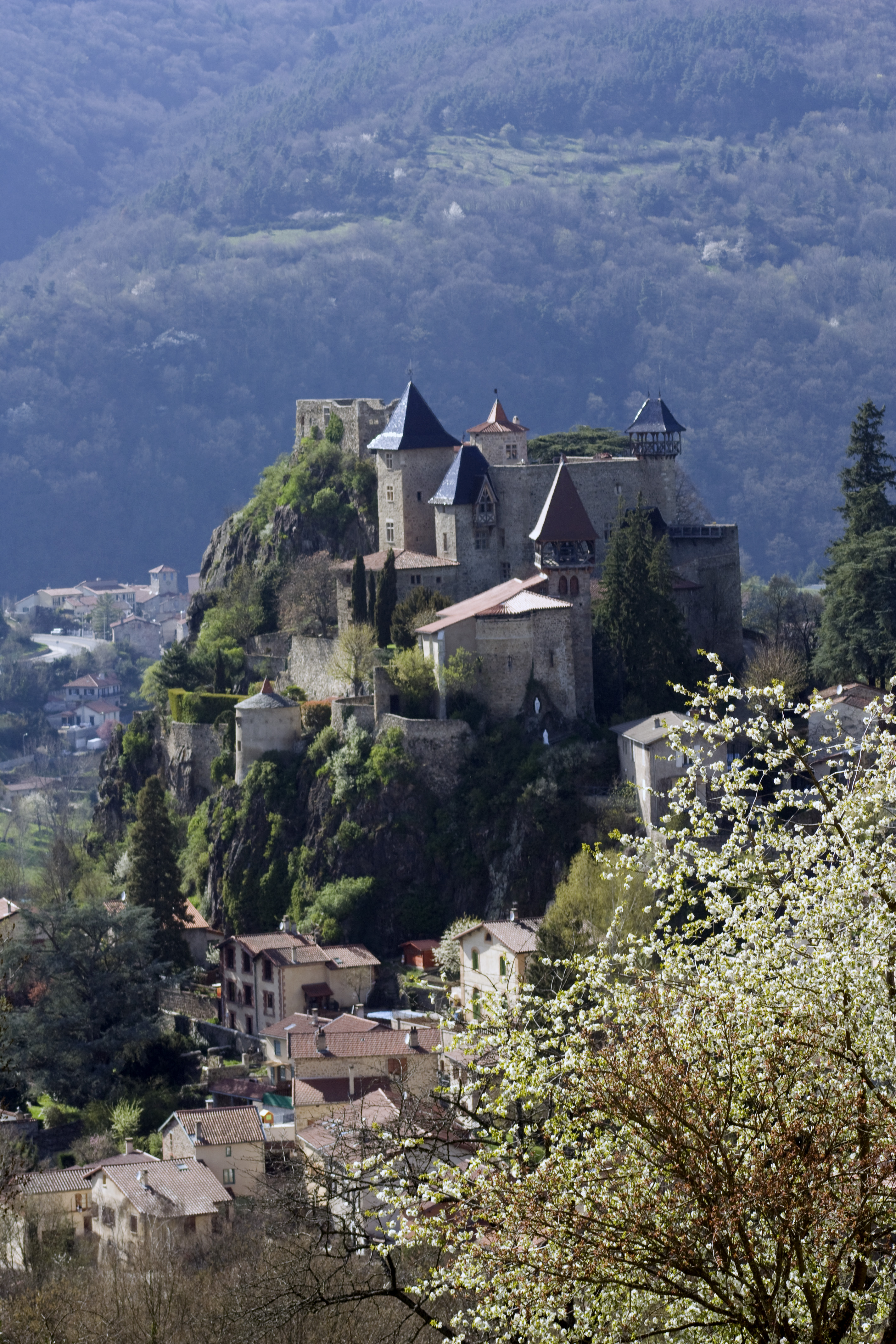
Château.
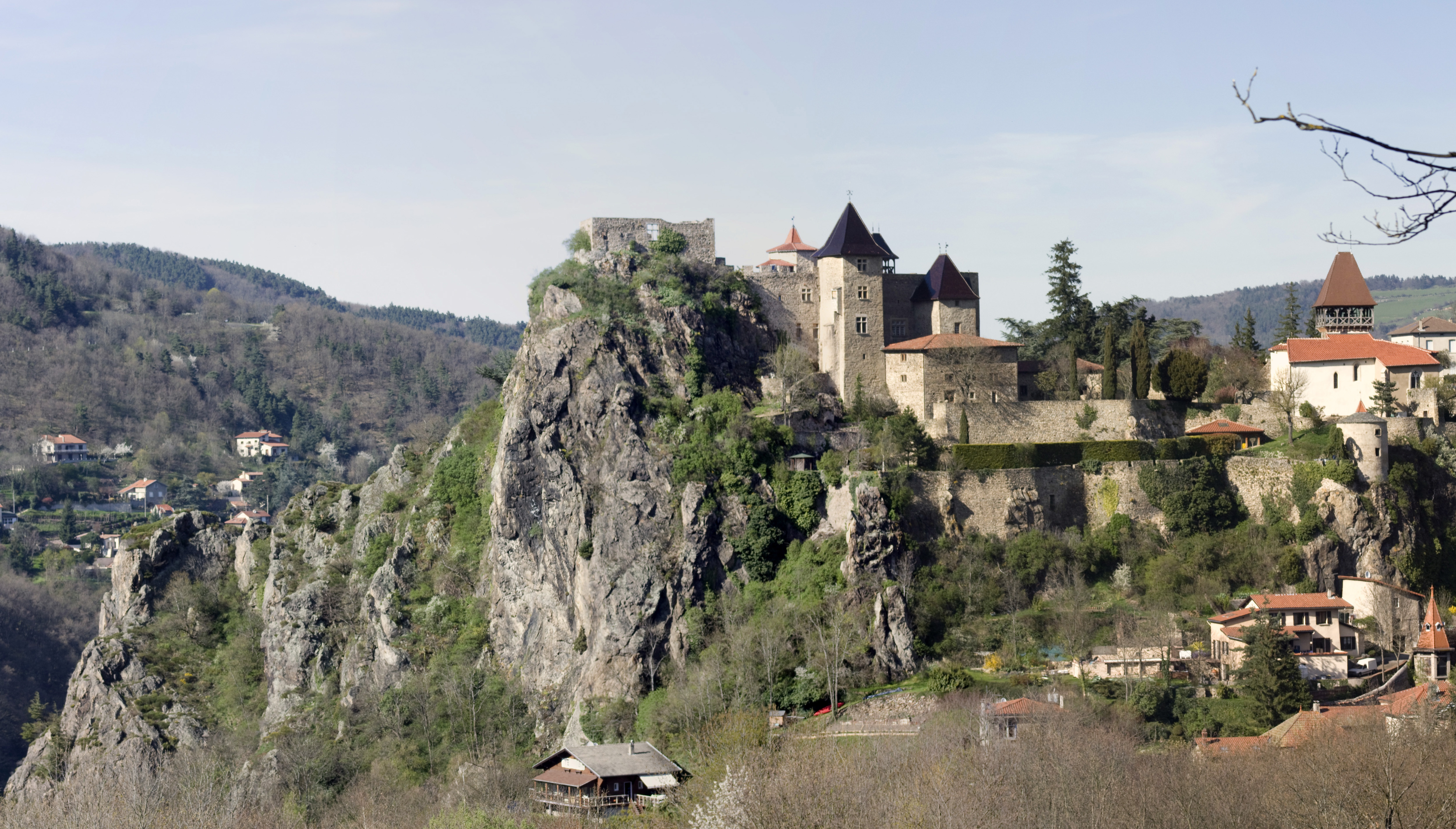
Vue du sud.
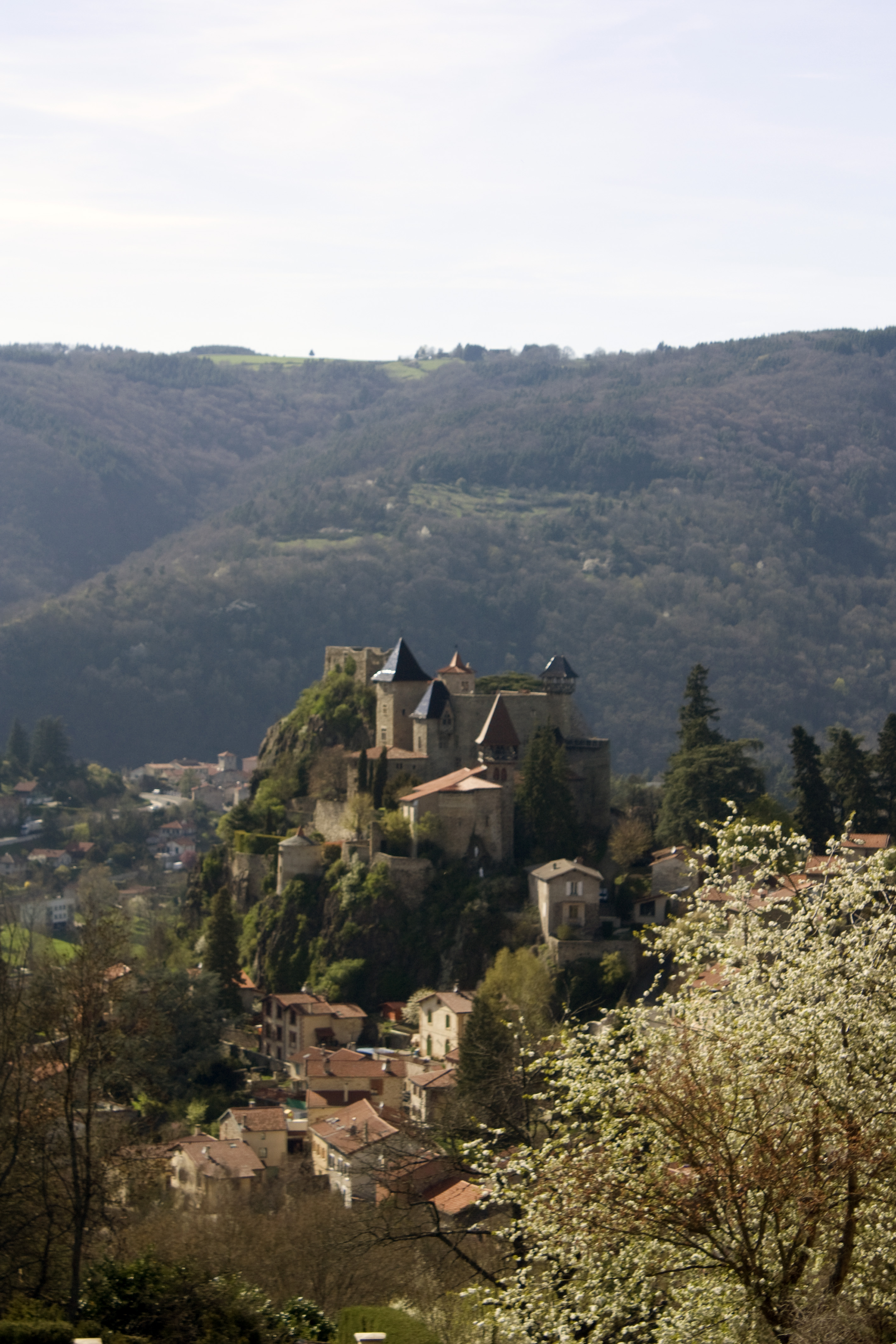
Vue de l'est.